# Henry de Barrès
Henry de Barrès, né le 9 novembre 1882 à Béziers (Hérault) et mort en combat aérien le 23 avril 1918 à Sacy-le-Grand (Oise),,,,, est un écrivain, journaliste politique et aviateur français.

## Biographie

### Famille et études
Henri Marie Joseph Louis de Barrès, dit Henry de Barrès, naît le 9 novembre 1882 à Béziers (Hérault). Il est le fils de Gabriel de Barrès, officier de chasseurs puis propriétaire, et de Marthe Lagarrigue. Il est le petit-fils de Maurice Lagarrigue, maire de Béziers de 1865 à 1870.
La famille de Barrès est enracinée dans le Languedoc, et plus particulièrement dans le Biterrois.
Après des études secondaires au Collège du Sacré-Cœur de Montpellier (Jésuites), il entreprend des études de droit à la Faculté de Toulouse.
Docteur en droit le 28 mai 1909, il est également diplômé des sciences politiques.

### Ecrivain et journaliste
Après ses études, Henry de Barrès devient journaliste royaliste dans la Revue critique des idées et des livres, L'Éclair de Montpellier et Le Midi royaliste de Toulouse,,.
En parallèle, il exerce des responsabilités locales dans le mouvement royaliste en tant que secrétaire général des Sections d'Action Française du Biterrois,,,,,.
Par ailleurs, il appartient à la Société internationale des études pratiques d'économie sociale à compter de 1912.

### Militaire et aviateur
Sous-officier de réserve de cavalerie, Henry de Barrès est mobilisé dès le début de la Première Guerre mondiale.
Il sert au 1er régiment de hussards et gravit rapidement les échelons, en étant promu maréchal-des-logis-chef en août 1914 puis adjudant en décembre 1914, et sous-lieutenant en 1915.
Il est transféré au 8e régiment de cuirassiers à partir de mai 1916 et obtient son détachement à l'aviation en qualité d'observateur en juin 1916,.
Dès lors, il est affecté à l'Escadrille F 24 (2e groupe) de juillet 1916 à janvier 1917, puis à l'Escadrille C 225 (renommée Escadrille Sal 225 à partir d'octobre 1917),,.
Il participe, comme observateur, à l'offensive de la Somme et à celle du Chemin des Dames.
Promu lieutenant en avril 1917, il réalise de multiples missions d'observation photographique, y compris dans les lignes ennemies.

### Mort
Il meurt le 23 avril 1918 en combat aérien lors d'une mission photographique en tant qu'officier observateur,,,,. Son avion, un Salmson 2A2, s'écrase dans la cour de la ferme de Vaugenlieu, à l'ouest de Chevincourt (Oise).
Le pilote de l'avion, le capitaine Georges Flouch (1890-1918), commandant l'Escadrille Sal 225, est l'autre victime du crash. Leur adversaire était probablement le lieutenant allemand Heinrich Arntzen (né en 1894), du Jasta 50 (sa 11e victoire).
D'abord inhumée avec les honneurs militaires à Sacy-le-Grand (Oise) le lendemain de son décès,, sa dépouille est transférée en octobre 1921 dans le caveau familial du cimetière vieux de Béziers.

## Distinctions
Henry de Barrès est récipiendaire des décorations suivantes :
- Chevalier de la Légion d'honneur à titre posthume (décret du 6 mai 1919)[2],[9],[21],[18]
- Croix de guerre 1914–1918 (3 citations[Note 1],[Note 2],[Note 3])[22],[7]

## Hommages

### Odonymie

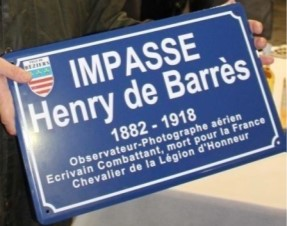
Impasse Henry de Barrès à Béziers.

Une rue de sa ville natale de Béziers est baptisée « Impasse Henry de Barrès » le 2 décembre 2016, dans le cadre des commémorations du centenaire de la Grande guerre.

### Reconnaissance
- Il est reconnu Mort pour la France[23]
- Son nom est inscrit au Panthéon parmi les 560 écrivains morts au combat pendant la Première Guerre mondiale.

## Vie privée
Il est célibataire, sans enfant.

## Publication
- Henry de Barrès, Les secours publics à Paris sous Louis XIV, Paris, L. Larose et L. Tenin, 1909